# Roman Norbert Ketterer
Roman Norbert Ketterer (* 6. Februar 1911 in Bräunlingen; † 19. Juni 2002 in Lugano) war ein deutscher Auktionator, Galerist und Kunsthändler.

## Leben

### Das Stuttgarter Kunstkabinett
In Stuttgart gründete 1946 der ehemalige Leiter der Eislinger Firma für Spezialöle Südöl, Roman Norbert Ketterer, das Stuttgarter Kunstkabinett. Von 1947 bis 1962 fanden hier 37 Auktionen mit Kunstwerken der Klassischen Moderne statt. Es wurden auf diese Weise Werke einem breiten Publikum bekannt gemacht, welche zuvor als „entartet“ gebrandmarkt und aus öffentlichen Sammlungen entfernt worden waren. Die verkannte und in deutschen öffentlichen Sammlungen nicht mehr vorhandene Kunst der Moderne kam dank dieser Auktionen zu neuer Wertschätzung. Leute wie David Rockefeller, Stavros Niarchos und Hans Heinrich von Thyssen-Bornemisza, kamen durch diese Kunstveranstaltungen zum Sammeln der Moderne und trugen zum (Wieder-)Einzug der klassischen Moderne in Museen und Sammlungen des deutschsprachigen Raumes bei.
Mitgearbeitet im Stuttgarter Kunstkabinett haben unter anderem Roman Norbert Ketterers Bruder Wolfgang Ketterer, der später ein eigenes Auktionshaus in München gründen sollte, sowie Wilhelm Friedrich Arntz, dessen Archiv sich inzwischen im Getty Center in Los Angeles befindet, und Ewald Rathke, der spätere Leiter des Kunstvereins Frankfurt.

### Galerie Roman Norbert Ketterer in Campione d’Italia
Zwischen 1963 und 1985 entstanden in der direkt am Luganersee liegenden Galerie dreiundzwanzig Angebotskataloge mit Werken Moderner Kunst. Dank der zuvor gesammelten Erfahrung im Kunsthandel, den weltweiten Verbindungen und den aus den Zeiten des Stuttgarter Kunstkabinetts mitgebrachten Kunden und Sammlern gelang es Ketterer, sich als Galerist in der kleinen italienischen Exklave Campione d’Italia zu etablieren. Eine intensive Zusammenarbeit entwickelte sich ab Ende der 70er Jahre mit der 1970 von seiner Tochter Ingeborg und seinem Schwiegersohn Wolfgang Henze, ebenfalls in Campione d’Italia gegründeten Galleria Henze. Die Tätigkeit beider Galerien wird seit 1993 von der Galerie Henze & Ketterer in Wichtrach bei Bern weitergeführt.

### Kirchner Museum Davos

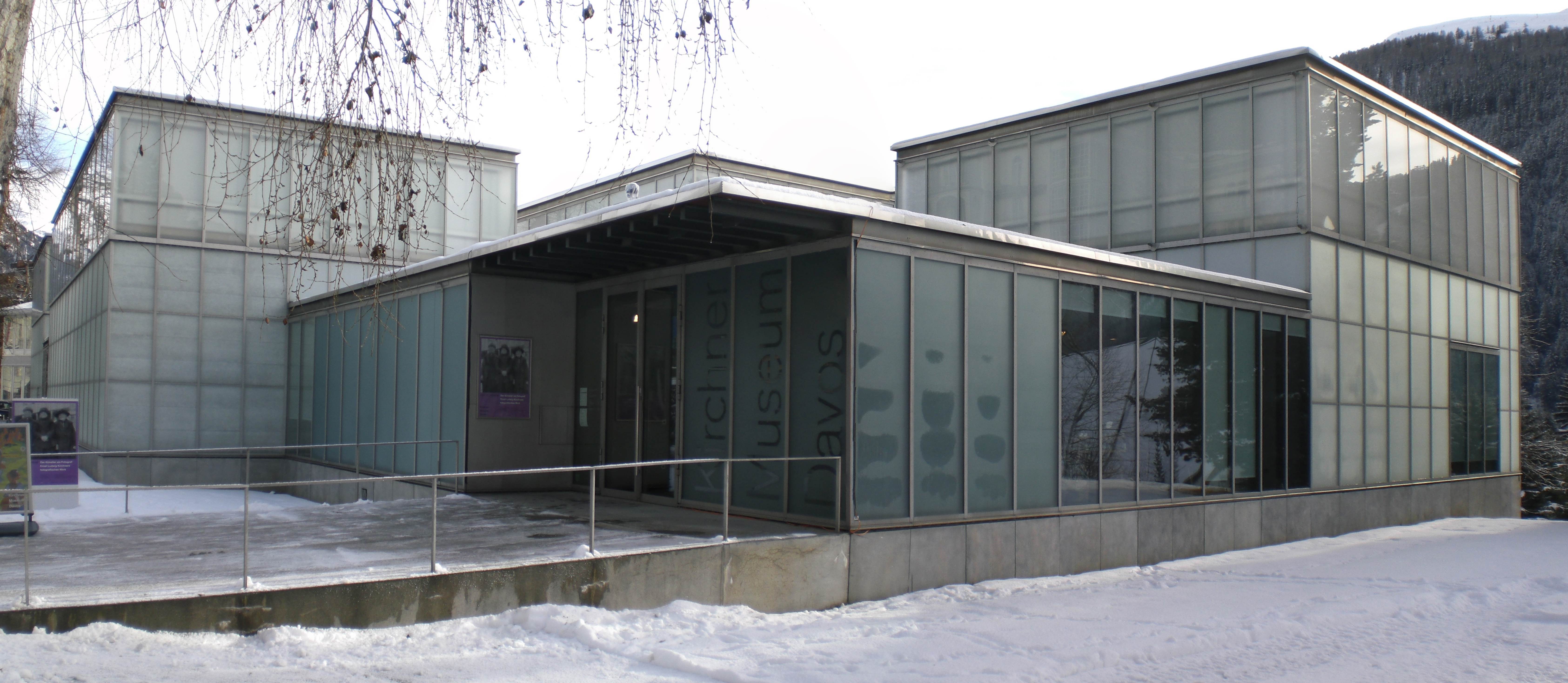
Kirchner Museum Davos

Am 4. September 1992 wurde der von Ketterer und seiner Frau Rosemarie (1922–2017) gestiftete Neubau des Kirchner Museum Davos in Davos feierlich eröffnet. Ebenfalls gestiftet wurden zu diesem Anlass aus dem Nachlass von Ernst Ludwig Kirchner circa 500 Werke und 160 Skizzenbücher, die 1996 von Gerd Presler in einem Werkverzeichnis erfasst wurden. 2019 wurden sie digitalisiert und ins Netz gestellt.
Ketterer war von 1954 bis zu seinem Tode 2002 Nachlassverwalter von Kirchner. Beide sind auf dem Waldfriedhof Davos begraben.
2011 wurde Roman und Rosemarie Ketterer postum das Ehrenbürgerrecht von Davos Landschaft verliehen.